# 哈維爾·帕斯托雷
哈維爾·帕斯托雷（ Javier Pastore ，1989年6月20日—）是一位阿根廷足球運動員。他的職業生涯開始於泰拿尼斯，2008年外借至飓风。他曾獲選意甲最佳青年球员。現效力於卡塔爾星級足球聯賽球隊卡塔爾體育會。

## 俱樂部參賽
在2017年賽季起，他讓出自己的10號球衣給内马尔，並且以27號球衣作為他的新球衣。

## 榮譽
巴黎聖日門
- 法國甲組聯賽 冠軍：2012-13年
- 法國超級盃 冠軍﹕2013年

個人
- 意甲最佳青年球員：2010年

## 外部連結
- Soccerway資料庫：哈維爾·帕斯托雷